# Vadakara

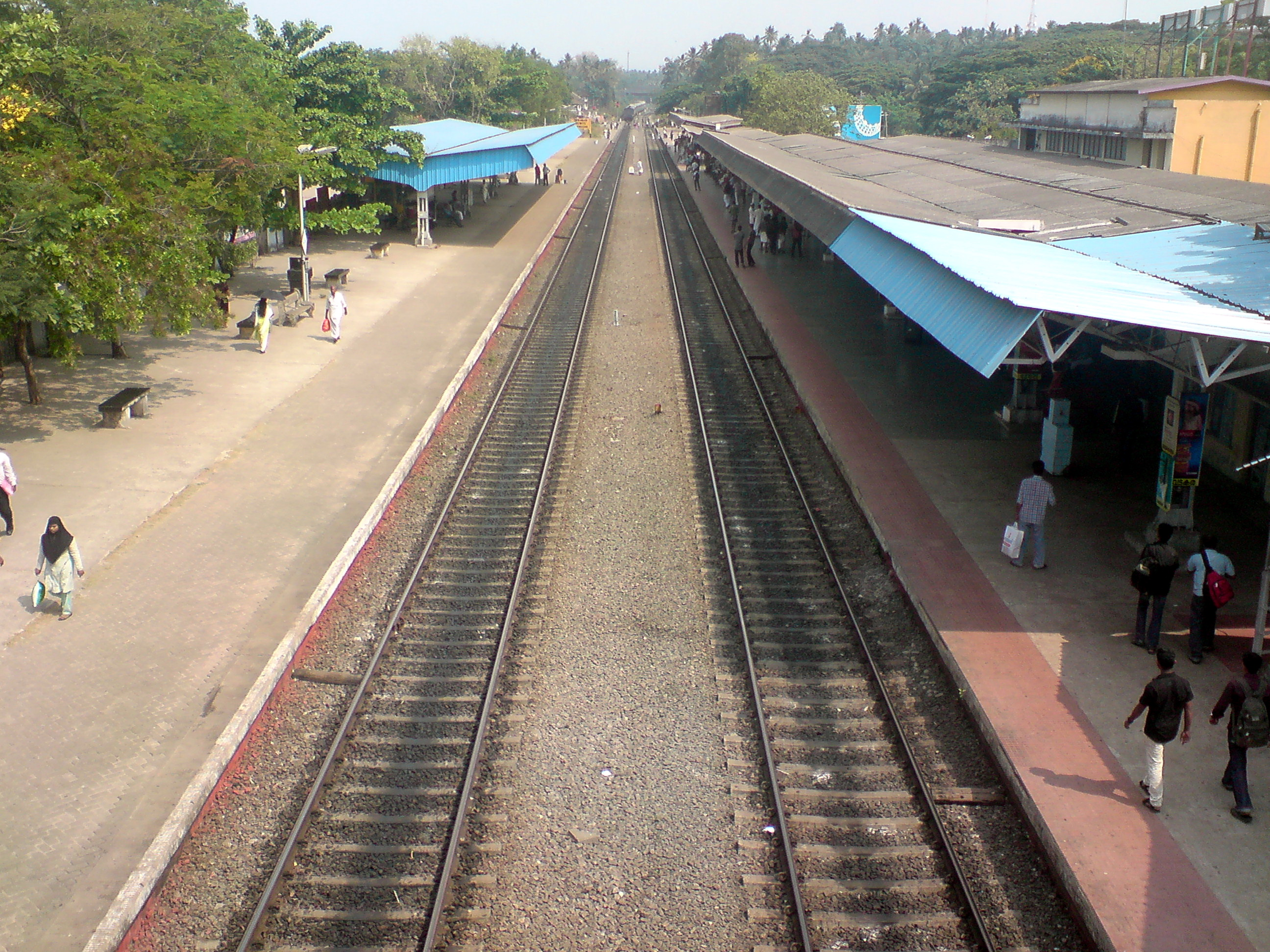
Järnvägsstationen i Vadakara.

Vadakara (alternativt Vatakara eller Badagara, malayalam: വടകര) är en stad i norra Kerala i sydvästra Indien. Den ingår i Kozhikodes storstadsområde och hade 75 295 invånare vid folkräkningen 2011. Vadakara, som är beläget vid Arabiska havet, har fiskehamn och är en handelsort för bland annat peppar, kopra och timmer. Staden är säte för Madappalli College. Vadakara tros vara födelseort för Thacholi Othanon, en hjälte i Malabar-legendvisor.